# Androsace zambalensis
Androsace zambalensis är en viveväxtart som först beskrevs av Marcel Georges Charles Petitmengin, och fick sitt nu gällande namn av Hand.-mazz. Androsace zambalensis ingår i släktet grusvivor, och familjen viveväxter. Inga underarter finns listade i Catalogue of Life.